# Edward Muszyński
Edward Jan Muszyński (ur. 30 września 1911 w Zagorzycach, zm. 15 marca 1968 w Kielcach) – polski duchowny rzymskokatolicki, doktor prawa kanonicznego, biskup pomocniczy kielecki w latach 1961–1968.

## Życiorys
Urodził się 30 września 1911 w Zagorzycach. Kształcił się w Państwowym Gimnazjum im. Tadeusza Kościuszki w Miechowie, gdzie w 1930 złożył egzamin dojrzałości. Następnie studiował w seminarium duchownym w Kielcach, gdzie był członkiem kleryckiej orkiestry. 15 czerwca 1935 został w Kielcach wyświęcony na prezbitera przez miejscowego biskupa diecezjalnego Augustyna Łosińskiego. W czasie okupacji rozpoczął tajne studia na Wydziale Prawa Kanonicznego Katolickiego Uniwersytetu Lubelskiego. Kontynuował je w latach 1948–1950 i ukończył z magisterium. Tamże w 1953 uzyskał doktorat z prawa kanonicznego na podstawie dysertacji Nieprawidłowości uczestników procesu sądowego z tytułu braku doskonałej łagodności chrześcijańskiej.
Pracował jako wikariusz w parafiach diecezji kieleckiej: Chmielnik, Secemin, Sędziszów, Dobrowoda, Leszczyny i św. Wojciecha w Kielcach. W 1945 został notariuszem w kurii diecezjalnej. Oprócz tego był promotorem sprawiedliwości przy sądzie biskupim, kapelanem zakładu dla sierot, spowiednikiem kleryków i katechetą na kursach licealnych dla dorosłych. W latach 1947–1948 i 1950–1952 zajmował w kurii diecezjalnej stanowisko kanclerza. W 1951 po aresztowaniu biskupa Czesława Kaczmarka był przesłuchiwany przez funkcjonariuszy Urzędu Bezpieczeństwa, pisał też listy interwencyjne do przedstawicieli władz państwowych. Z pracy w kurii biskupiej ustąpił pod naciskiem księży patriotów, mających znaczącą pozycję na terenie diecezji. Pomagał w duszpasterstwie w parafii Chrystusa Króla w Kielcach i jako rezydent w parafiach Strawczyn i Łopuszno. W latach 1955–1957 był proboszczem parafii Kije. W 1957 po ponownym objęciu rządów w diecezji przez biskupa Czesława Kaczmarka został przywrócony na urząd kanclerza kurii. Na tym stanowisku wspierał ordynariusza, w czasie gdy komunistyczne władze podejmowały działania mające na celu jego dyskredytację. W 1958 został ustanowiony kanonikiem kapituły katedralnej w Kielcach.
26 października 1960 został mianowany biskupem pomocniczym diecezji kieleckiej ze stolicą tytularną Mastaura in Asia. Sakrę biskupią otrzymał 27 sierpnia 1961 przy kościele w Miechowie. Konsekrował go biskup diecezjalny kielecki Czesław Kaczmarek w asyście Piotra Kałwy, biskupa diecezjalnego lubelskiego, i Jana Jaroszewicza, biskupa pomocniczego kieleckiego. Jako zawołanie biskupie przyjął słowa „Gratia et veritas per Jesum Christum” (Łaska i prawda przez Jezusa Chrystusa). Od lutego 1962 sprawował w diecezji urząd wikariusza generalnego, a po śmierci biskupa Czesława Kaczmarka w 1963 zarządzał diecezją w charakterze wikariusza kapitulnego. W 1966 został ustanowiony prepozytem kapituły katedralnej. Uczestniczył w II sesji soboru watykańskiego II.
Zmarł 15 marca 1968 w szpitalu wojewódzkim w Kielcach w wyniku obustronnego zapalenia płuc po usunięciu chorej nerki. 18 marca 1968 został pochowany na cmentarzu Nowym w Kielcach.